# Performance Counter (Windows)

Performance Counter unter Windows 8

Performance Counter, auch bekannt als Performance Data Helper (PDH), sind von Microsoft Windows verwaltete zeitabhängige Messwerte, welche zur Instrumentierung dienen.
Die Messwerte dienen dazu, die Performance von Softwareanwendungen auf einer gegebenen Hardwareplattform zu ermitteln. Mit Hilfe der Performance Counter können Softwareentwickler und Administratoren Probleme in Programmbestandteilen oder der Hardware ermitteln und eine Optimierung planen.
Die Messwerte können durch Anwendungen automatisch ausgewertet werden. Standardmäßig wäre dies etwa der Performance Monitor. Die Zielgruppe sind dabei C und C++ Entwickler.

## Event Tracing for Windows
Performance Counter wurden in Windows Vista durch Event Tracing for Windows (ETW) abgelöst, werden aber weiterhin unterstützt. Die Performance Counter Library (perflib) bietet hierzu eine Fassade an, um Performance Counter-Ereignisse als ETW-Events bereitzustellen.